# Thylogale browni
Thylogale browni é uma espécie de marsupial da família Macropodidae. Endêmica da Nova Guiné.